# أدونيس أثيوبي
أدونيس أثيوبي (الاسم العلمي: Adonis aethiopica) نوع نباتي ينتمي إلى جنس الأدونيس أو عين الجمل من الفصيلة الحوذانية.